# Minucciano
Minucciano is een gemeente in de Italiaanse provincie Lucca (regio Toscane) en telt 2419 inwoners (31-12-2004). De oppervlakte bedraagt 57,0 km², de bevolkingsdichtheid is 42 inwoners per km².

## Demografie
Minucciano telt ongeveer 1156 huishoudens. Het aantal inwoners daalde in de periode 1991-2001 met 5,9% volgens cijfers uit de tienjaarlijkse volkstellingen van ISTAT.
| Jaar | Inwoneraantal |
| ---- | ------------- |
| 1991 | 2678          |
| 2001 | 2521          |

## Geografie
De gemeente ligt op ongeveer 697 m boven zeeniveau.
Minucciano grenst aan de volgende gemeenten: Camporgiano, Casola in Lunigiana (MS), Fivizzano (MS), Giuncugnano, Massa, Piazza al Serchio, Vagli Sotto.

## Externe link

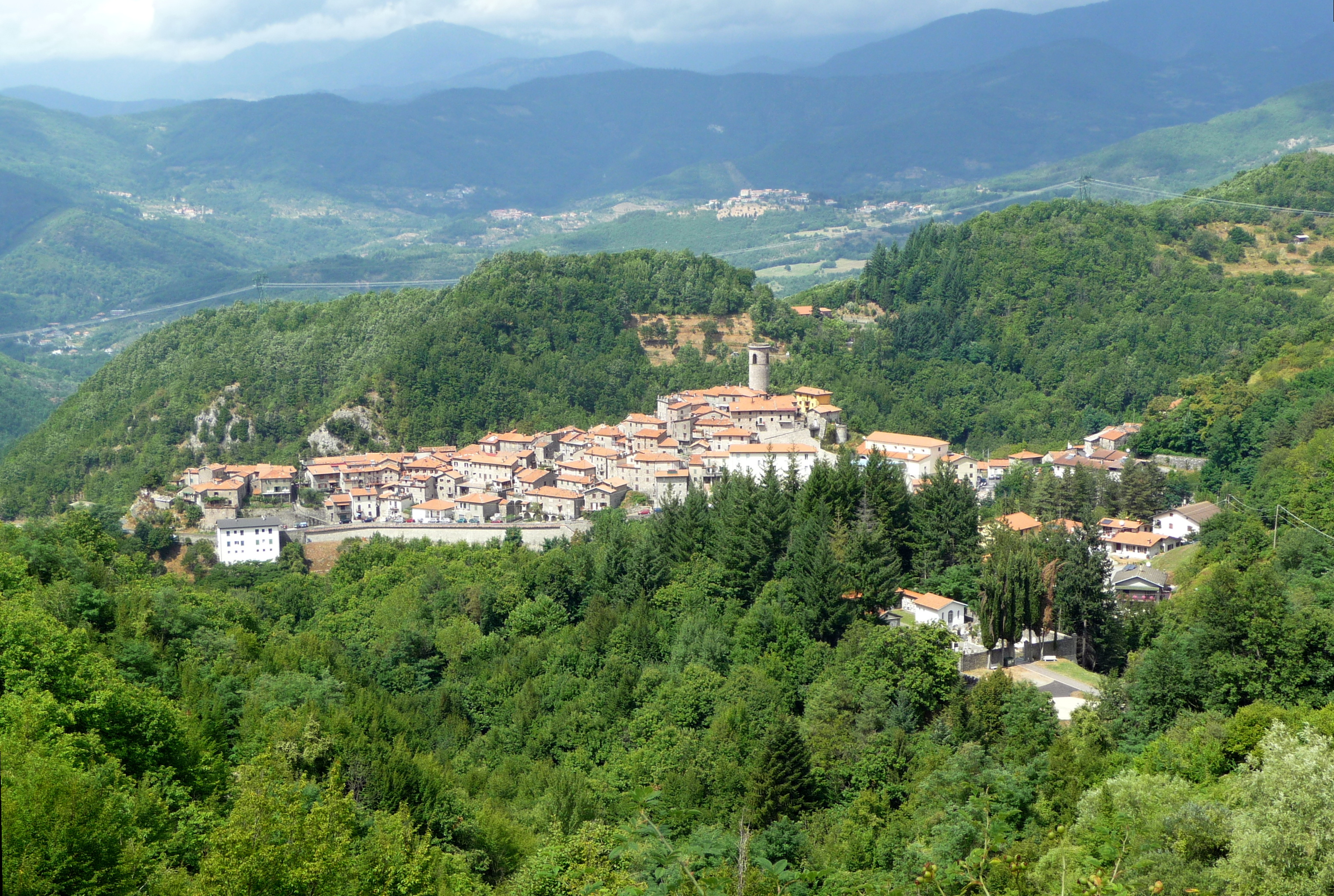
Panorama van Minucciano